# Pleospora macrospora
Pleospora macrospora är en svampart som först beskrevs av De Not., och fick sitt nu gällande namn av Ces. & De Not. 1863. Pleospora macrospora ingår i släktet Pleospora och familjen Pleosporaceae.   Inga underarter finns listade i Catalogue of Life.